# 万象协议
万象协议（英語：Vientiane Treaty），是老挝皇家政府和老挝共产党于1973年2月21日在万象签订的停火协定，结束长达十多年的内战。

## 协议内容
- 1973年2月22日双方停火；
- 万象、琅勃拉邦保持中立；
- 建立联合政府；
- 建立新的政治协商委员会，双方在平等的基础上平均分配内阁席位；
- 各部部长、副部长必须分别来自双方且副部长拥有否决权；
- 双方各自结盟的外国军队在联合政府建立后60天内全部撤出。

## 结果
联合政府成立两年半后的1975年，老挝共产党通过不流血政变，废除君主制建立老挝人民民主共和国。